# کارکوشوو
کارکوشوو (به لهستانی:  Karkoszów) یک روستا در لهستان است که در گمینا کژشتسه واقع شده‌است.
 کارکوشوو  ۱۱۰ نفر جمعیت دارد.